# ILIO
ILIO（イリオ）は、東京・豊洲にあるペットショップ。都内最大級・天然芝のドッグランがあるららぽーと豊洲店の他に、港北東急店などがある。

## 概要
- 店舗数 首都圏を中心に5店舗
  - ILIO ららぽーと豊洲店（東京都江東区豊洲）
  - ILIO 港北東急店（神奈川県横浜市都筑区）
  - ILIO 都立大学店（東京都目黒区）
  - ilio ヴェルモ志木店（埼玉県志木市）
  - ilio 富士河口湖店（山梨県南都留郡富士河口湖町）